# Mini-guitare
 (octobre 2011).
- Si vous ne connaissez pas le sujet, laissez ce bandeau (vous pouvez alors contacter les auteurs).
- Si vous supprimez le contenu mis en cause (vous pouvez préalablement contacter les auteurs),

argumentez précisément cette suppression dans la page de discussion
(un manque de référence n'est pas un argument ; une recherche réelle de référence doit avoir été effectuée, être formellement documentée).

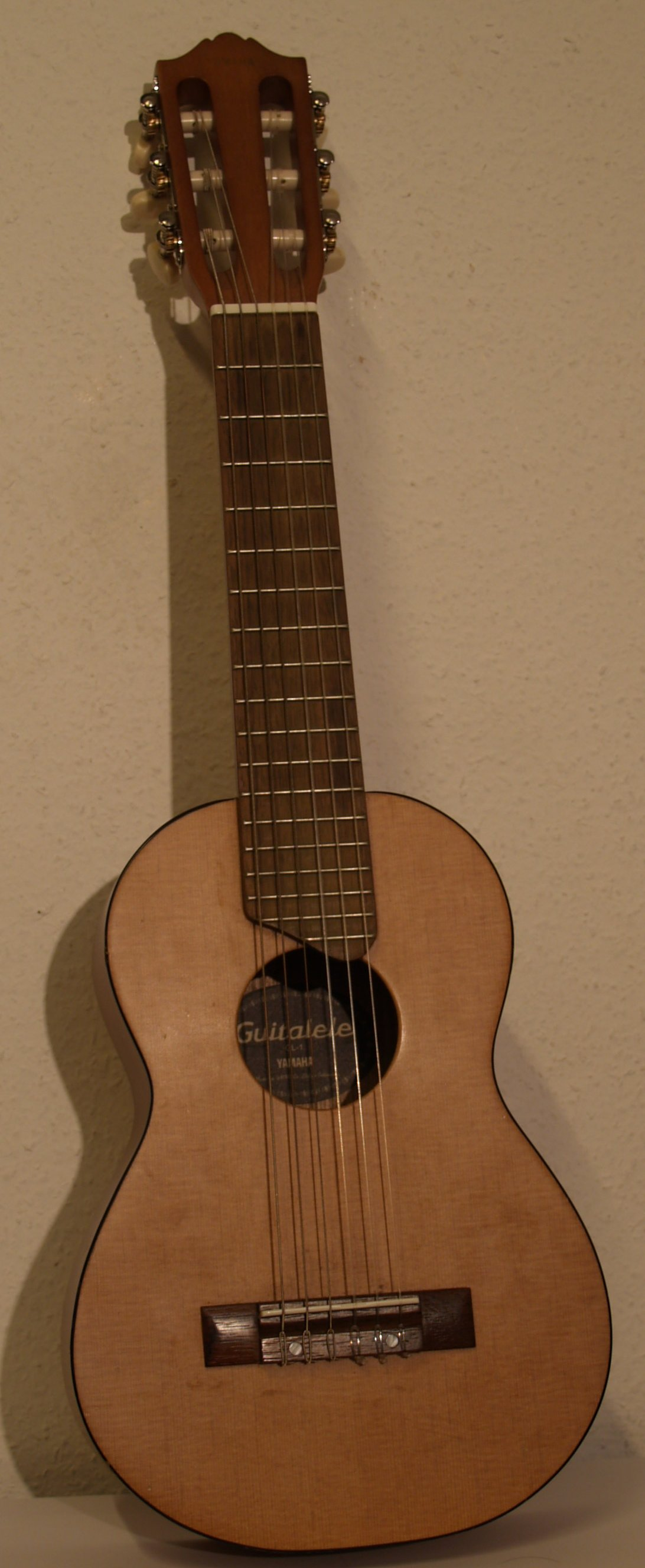
Guitalélé GL-1 de Yamaha

La mini-guitare est le nom moderne donné à une guitare de dimension réduite parfois identifiée à la guitare Requinto à 6 cordes.

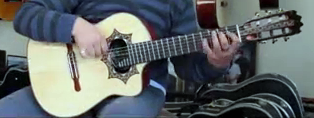
Guitare requinto ou "mini guitare" en position de jeu

L'instrument est appelé de plusieurs noms, selon son fabricant. Le nom « guitalele » est une marque déposée par Yamaha corporation, combinaison des mots "guitar" et "ukulele". D'autres luthiers utilisent des noms proches voire très proches : "guilele", "guitarlele", "guitaralele", "guitar-ukulele","guitarrita". D'autres choisissent des noms plus originaux, comme "kīkū", un mot hawaïen. Quelques fabricants de ukulélés  proposent des guitares ukulélé 6 cordes .

## Organologie

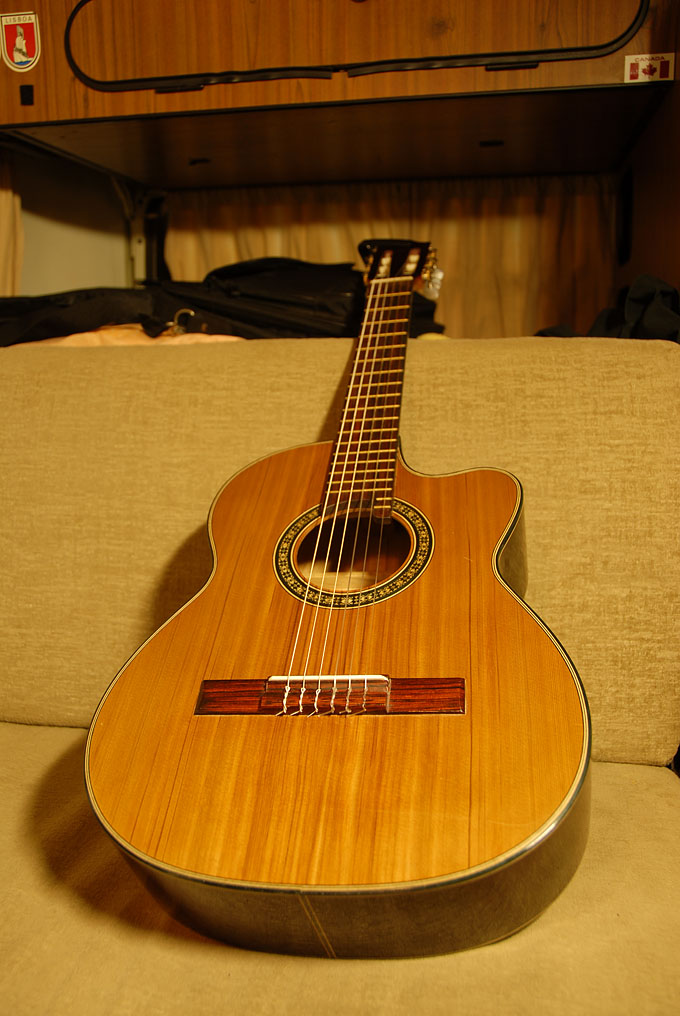
Une guitare requinto ou "mini-guitare".

L'instrument ressemble à une guitare classique en modèle réduit, à deux exceptions près. D'abord, si l'espace entre les cordes et le manche était effectivement proportionnel, il serait réduit ; en fait, si l'accordage standard est conservé, les cordes, étant plus courtes, doivent être moins tendues. L'espace entre cordes et manche doit être augmenté, ou l'accordage standard abandonné. En second, si on la compare à une guitare classique, la mini-guitare a la tête et le manche surdimensionnés par rapport à la caisse : c'est presque une tête normale "greffée" sur une caisse réduite, le manche étant de proportions intermédiaires. En effet il faut de la place pour les six cordes ; aussi le manche, bien que plus étroit qu'un manche de guitare de taille standard, reste plus large que ce qu'il serait s'il avait été réduit en proportion de la caisse. Les dimensions générales sont d'environ 70 cm hors tout (quand cette longueur est donnée en pouces, elle est souvent de 30", soit 76,2cm). La caisse a une forme proche de celle d'une guitare classique miniature ou d'un ukulélé. Les manches les plus courants possèdent 12 cases hors de la caisse. Le diapason est de 44 cm. La plupart des modèles ont des cordes nylon. Le réglage de la tension est assuré par des mécaniques à vis sans fin. Ces mécaniques sont elles-mêmes fixées sur une tête à ouïes (accrochage de type guitares classiques) ou sur pointeau (type guitares folk). Les mini-guitares existent aussi en modèles électro-acoustiques ou électriques à cordes métalliques.
Bien qu'on trouve des mini-guitares vendues avec un accordage standard (mi la ré sol si mi), le modèle le plus courant est accordé exactement à la quarte (la ré sol do mi la) par rapport à la guitare classique, ce qui correspond à l'accordage traditionnel de la guitare requinto, et aux notes d'une guitare en accordage classique frettée à la cinquième case. L'instrument présente donc exactement les mêmes intervalles entre les différentes cordes qu'une guitare en accordage standard.
Sur une telle guitare, les positions d'accords sont identiques à celles d'une guitare ordinaire, mais avec un espacement réduit entre les frettes vers la tête, similaire à celui qu'on trouve en partie aiguë du manche d'une guitare de taille normale ou de la plupart des instruments à cordes pincés tempérés de taille similaire.

## Répertoire et instrumentistes
Dans sa version "instrument d'étude", la mini-guitare a utilisé le répertoire de la guitare classique. L'arrivée de nouveaux instrumentistes élargit son champ à la pop ou à la variété. Les professionnels jouant de cet instrument sont multi-instrumentistes,.